# Hymenaea mexicana
Espèce
Hymenaea mexicana est une espèce éteinte de plantes à fleurs de la famille des Fabaceae. C'est un arbre préhistorique. Il a été décrit à partir d'une série de fossiles isolés du sud du Mexique, pétales, folioles et ambre remontant au Chattien (fin de l'Oligocène) et s'étendant jusqu'au Miocène inférieur. C'est une des deux espèces disparues du genre Hymenaea proches de l'actuelle Hymenaea verrucosa, et l'une des deux espèces découvertes dans l'ambre mexicain (avec Hymenaea allendis).

## Histoire et classification
Hymenaea mexicana est connue par une série de fleurs et de feuilles fossiles prisonnières de morceaux transparents d'ambre mexicain. Ces spécimens ont été recueillis sur une durée de vingt-cinq ans, trente spécimens d'ambre étant utilisés pour la description de l'espèce. L'ambre mexicain est récolté dans des formations rocheuses fossilifères de la municipalité de Simojovel, au Chiapas. Il est daté entre 22,5 millions d'années, pour les sédiments les plus récents du grès de Balumtun, et 26 millions d'années pour les plus anciens, dans la formation de La Quinta. Cette échelle de date s'étend de l'Oligocène tardif au début du Miocène et la datation est compliquée par le fait que ces deux formations sont des dépôts secondaires pour l'ambre ; l'âge réel de celui-ci pourrait donc être plus ancien.
Les fossiles ont été examinés par les paléobotanistes George Poinar, Jr. de l'Université d'État de l'Oregon et Alex Brown de Berkeley ; leur description de l'espèce a été publiée en 2002 dans un article du Botanical Journal of the Linnean Society. L'étymologie du nom d'espèce choisi, mexicana, est indiquée dans la description du type.
L'interaction d'insectes avec Hymenaea mexicana est visible pour plusieurs fossiles examinés. Plusieurs pétales montrent des traces de consommation par des insectes et une des feuilles est réduite à son réseau de nervures, une méthode de consommation souvent constatée chez les chenilles mineuses de papillons comme ceux de la famille des Gracillariidae. Le pollinisateur d’Hymenaea mexicana était peut-être l'abeille sans dard Nogueirapis silacea, car on a retrouvé une de ses étamines avec cinq de ces insectes.
Dans leur description, Poinar et Brown ont suggéré que l'ambre mexicain était dérivé de la résine d’Hymenaea mexicana. En 2011, une autre espèce du genre Hymenaea, H. allendis, a été décrite, également à partir de fossiles conservés dans l'ambre.

## Description
Les deux folioles d’H. mexicana sont falciformes, avec un limbe inégal à la base et le bord extérieur plus courbe que le bord intérieur. Chaque foliole fait 55 mm de long et 17 mm de large, avec un pétiole de 2,7 mm de long vers l'intérieur, le foliole étant sessile sur l'extérieur. Les fleurs sont bisexuées, petites (2,5 mm en longueur et 20 mm de sépale à sépale). Elles sont couvertes d'un léger duvet de couleur beige à brun foncé. Les pétales conservés présentent des poches de résine à leur surface et une rangée de poils le long de leur veine centrale.